# Finsen Dorsum
Il Finsen Dorsum è una struttura geologica della superficie di Eros.